# Cantharellus cibarius
Cantharellus cibarius (Elias Magnus Fries, 1821) este o specie de ciuperci comestibile a încrengăturii Basidiomycota, din familia Cantharellaceae și  de genul Cantharellus care coabitează, fiind un simbiont micoriza (formează micorize pe rădăcinile arborilor). Ea este cunoscută în popor în primul rând sub numele gălbior, gălbenel, burete galben sau ciuciuleți gălbiori. Buretele se dezvoltă în România, Basarabia și Bucovina de Nord în păduri de foioase (sub fagi, stejari) precum în cele de conifere, deseori pe mușchi și printre afine, sau prin tufișuri de zmeură și mure, din mai până în octombrie (noiembrie).

## Taxonomie

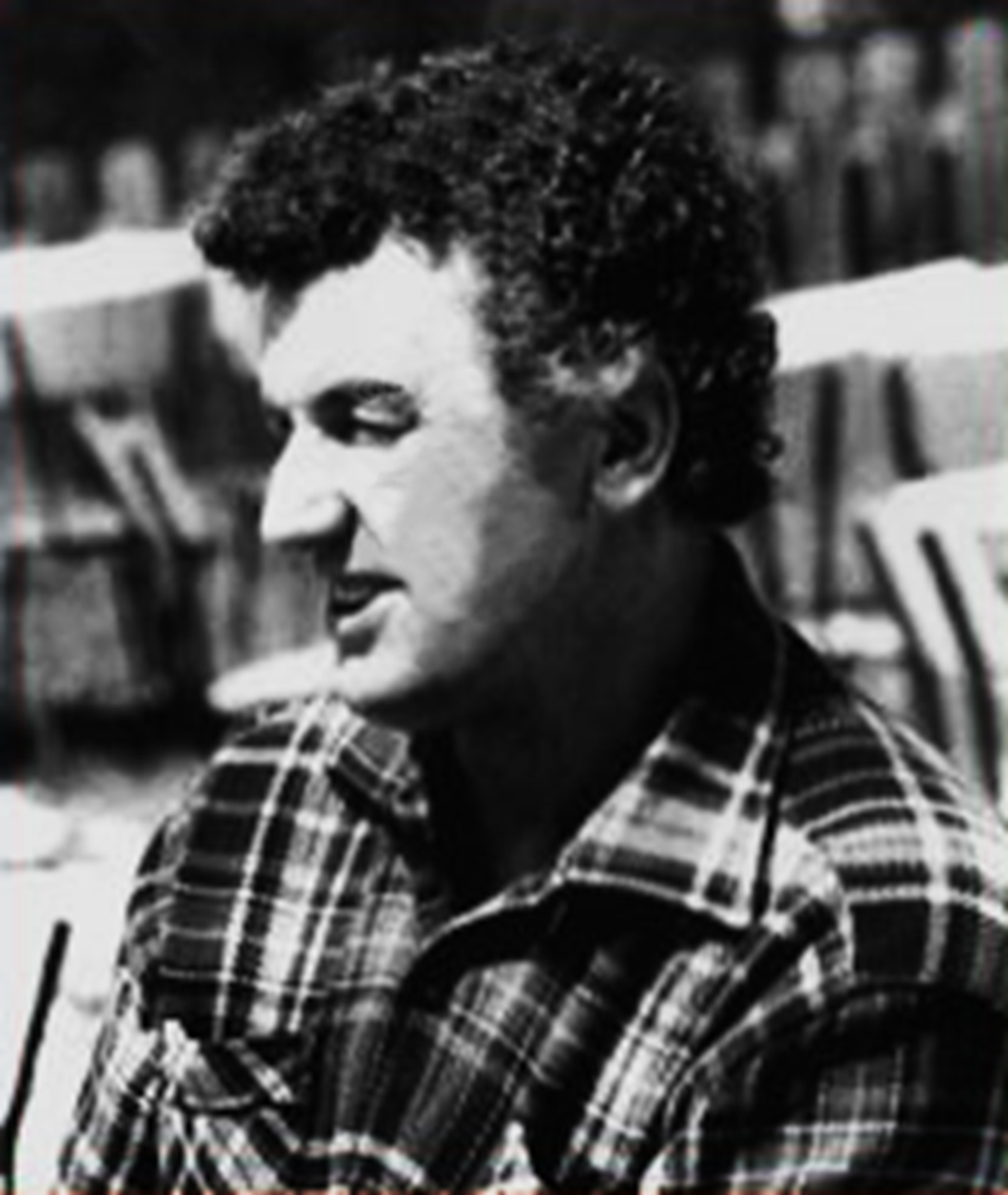
Bruno Cetto

Primul care a descris buretele a fost Carl von Linné sub denumirea Agaricus cantharellus în anul 1753. De atunci, au avut loc multe încercări de redenumire, adesea oară chiar numai varietăți ale lui, între altele: Merulius cantharellus (Giovanni Antonio Scopoli, 1772), Agaricus alectorolophoides Jacob Christian Schäffer, (1774), Cantharellus vulgaris (Samuel Frederick Gray (1821), Merulius cibarius (Gérard Daniel Westendorp, 1857), Cantharellus rufipes (Claude Casimir Gillet, 1878), Craterellus amethysteus (Quél., 1888), Craterellus cibarius, (Elias Magnus Fries ex Lucien Quélet, 1888), Merulius amethysteus (Kuntze, 1891), Alectorolophoides cibarius (Earle,  1909), Chanterel cantharellus (L.) Murrill, 1910), Cantharellus edulis (Sacc., 1916), Cantharellus pallens (Pilát, 1959) și Cantharellus cibarius var. amethysteus (Quél.) Cetto, 1987). Aceste taxonomii sunt astăzi (2016) cu toate neglijate.
Singura taxonomie valabilă de la denumire până astăzi este acea a lui Elias Magnus Fries din volumul I al lucrării sale Systema mycologicum, scrisă în anul 1821.

## Descriere

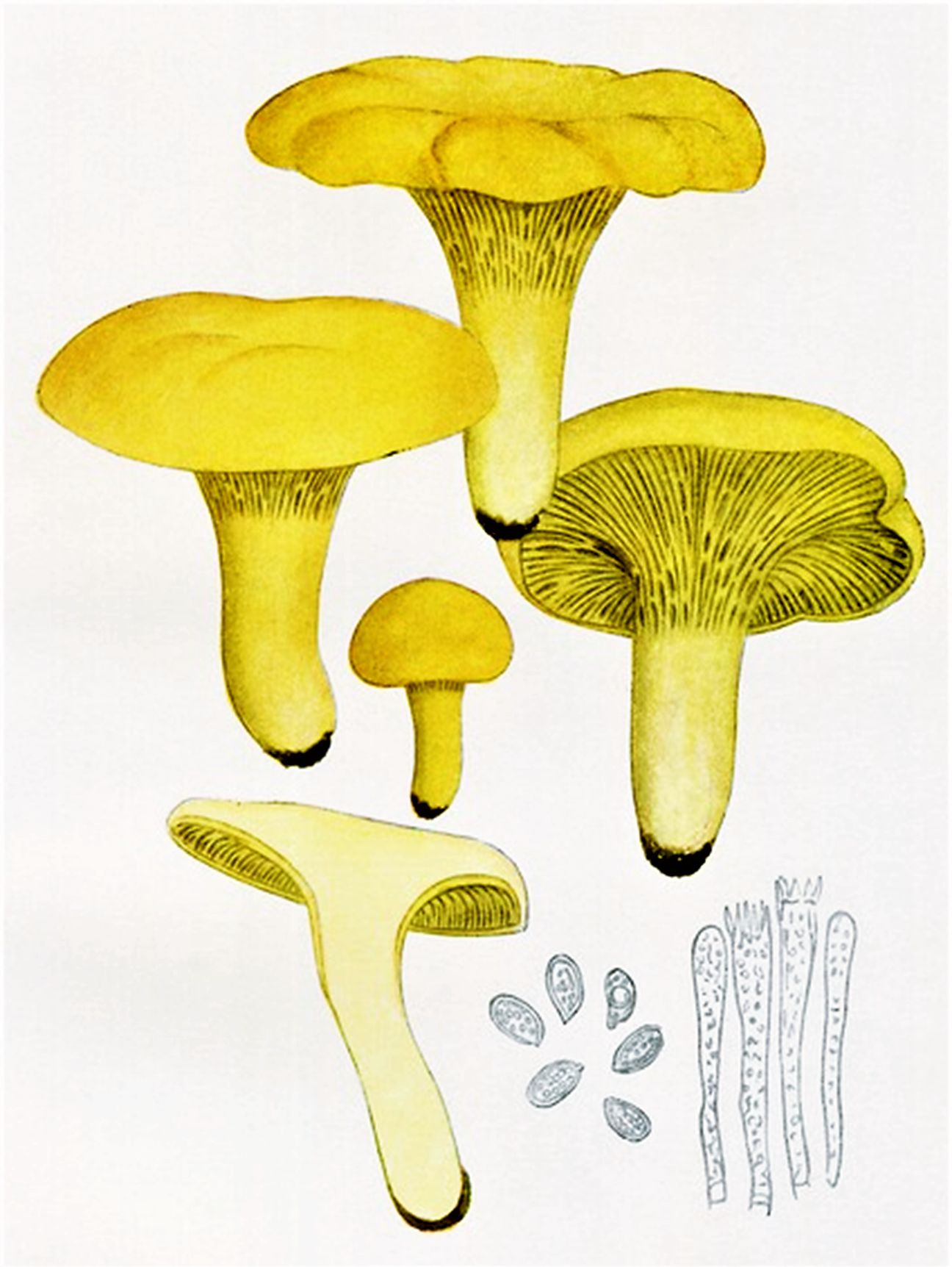
Bres.: C. cibarius

- Pălăria: are un diametru de 3–8 cm, este netedă și fără luciu de culoare galbenă (în variațiile buretelui portocalie sau albă), în tinerețe boltită cu margini regulate, răsfrânte în jos, iar la maturitate în formă unei pâlnii tare adâncite cu margini încrețite, lobate sau ondulate neregulat și uneori crăpate. Pe suprafață se ivesc adesea oară mici cocoloașe. Corpul fructifer este foarte rar atacat de viermi.
- Himenoforul: nu are lamele ci pseudo-lamele (stinghii), ca niște cute șerpuite bifurcate și ieșite în afară care adesea oară se trag aproape până la picior. Stinghiile sunt de aceeași culoare cu pălăria.
- Piciorul:  are o înălțime de 3–8 (10) cm și o grosime de 0,7–2 cm, este robust, tare, neted, în forma unui trunchi de con răsturnat, mai întâi plin și cărnos, la bătrânețe gol. Culoarea este de aceiași culoare cu pălăria pe exterior, pe interior însă albă.
- Carnea: este tare, fibroasă, în mod general de culoare galben-albicioasă, cu un gust ușor piperat dar plăcut și un miros un pic de piersică, un pic de caise. Aproape niciodată este năpădită de viermi.[5][6]
- Caracteristici microscopice: sporii elipsoidali, netezi și hialini (translucizi) au o mărime de 8-11 x 5-7 microni. Pulberea lor est slab gălbuie. Basidiile clavate cu 4-6 sterigme fiecare  măsoară 60-90 x 7-10 microni. Cistidele (elemente sterile situate în stratul himenal sau printre celulele din pielița pălăriei și a piciorului, probabil cu rol de excreție) de mărime și aspect asemănător sunt rotunjite la vârf.[9]
- Reacții chimice: carnea se colorează cu fenol gri-violet, cu sulfat de fier mai întâi gri-albăstrui, apoi maroniu și cu tinctură de Guaiacum dupä 5 minute albastru.[10]

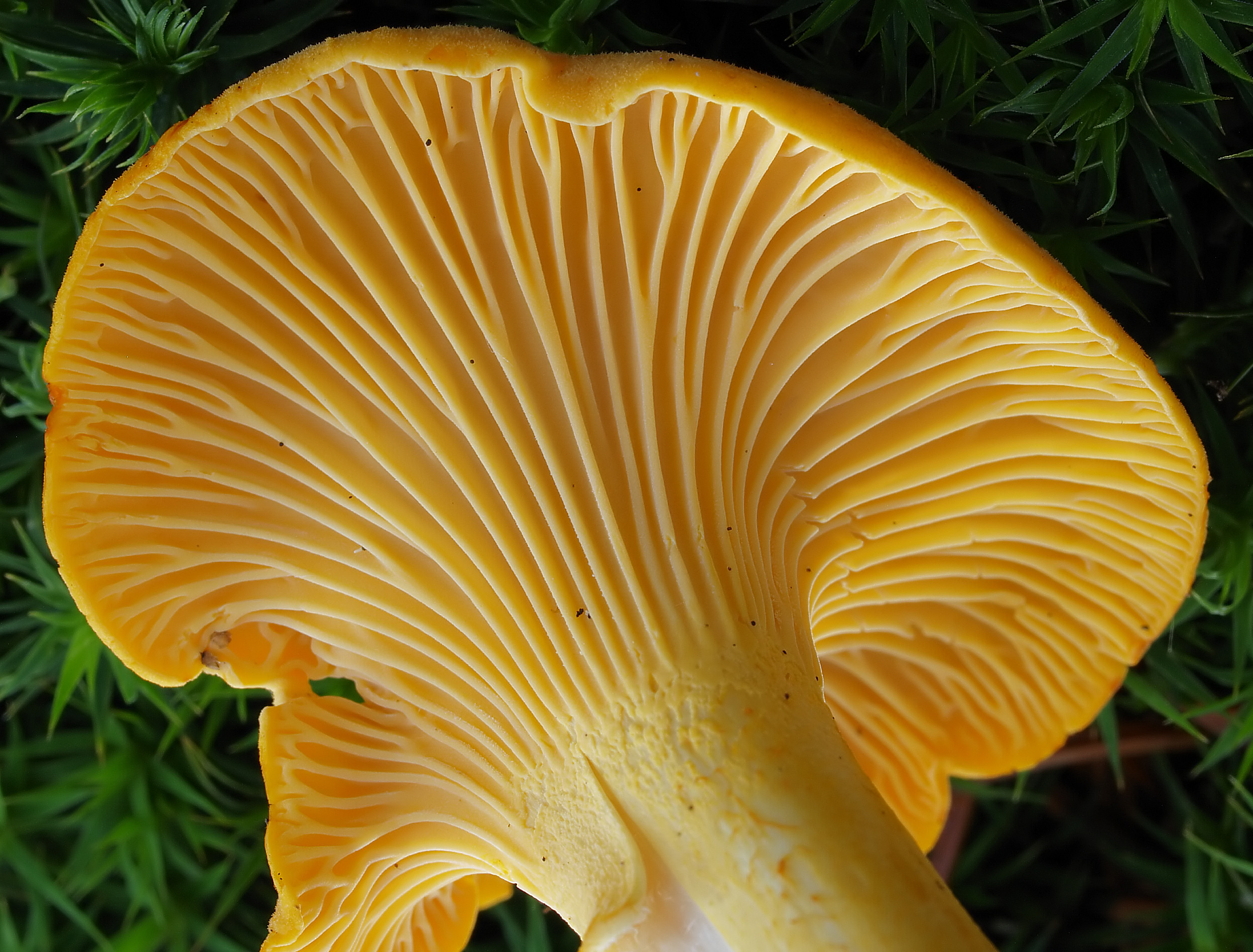
C. cibarius, stinghii
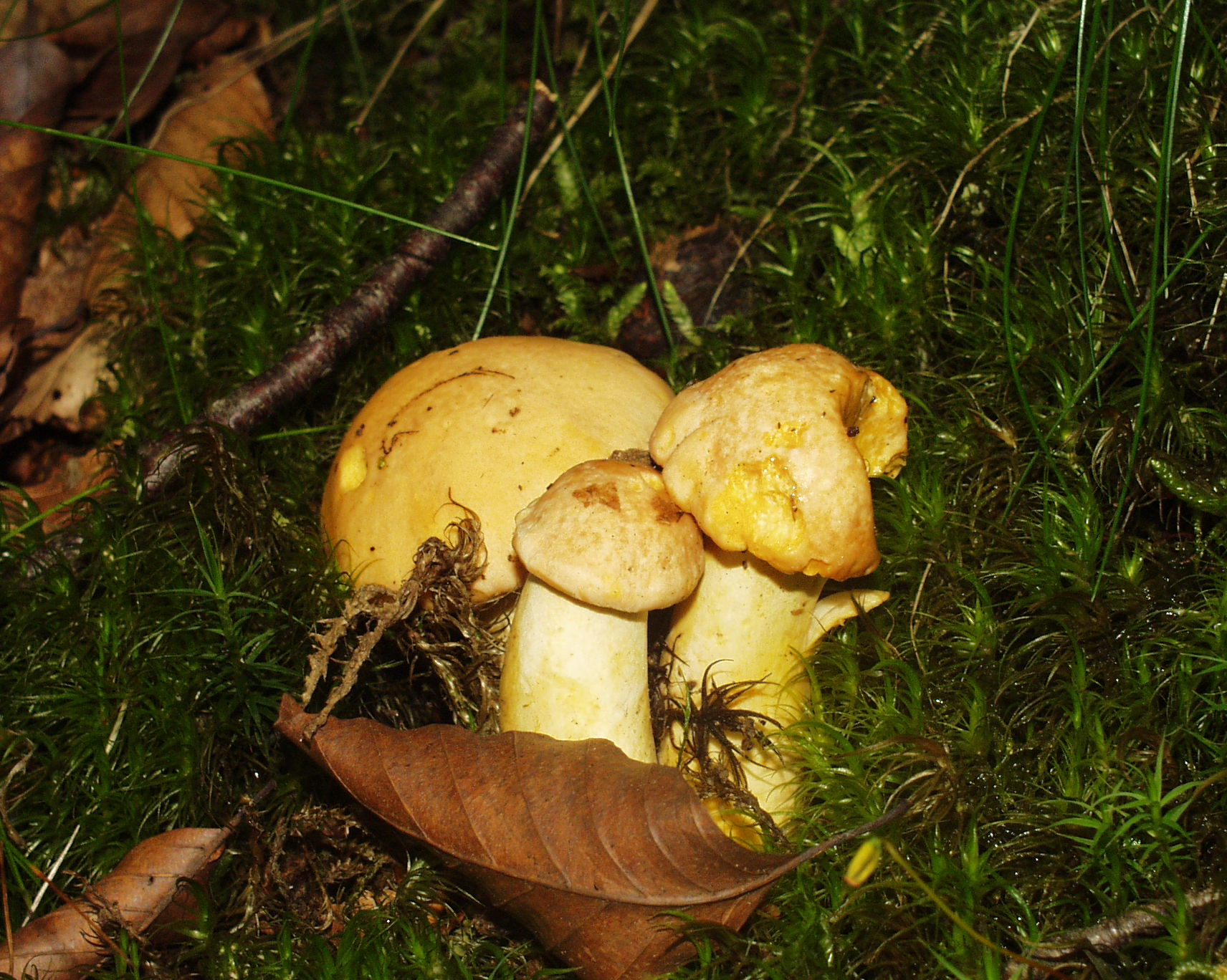
C. cibarius tineri
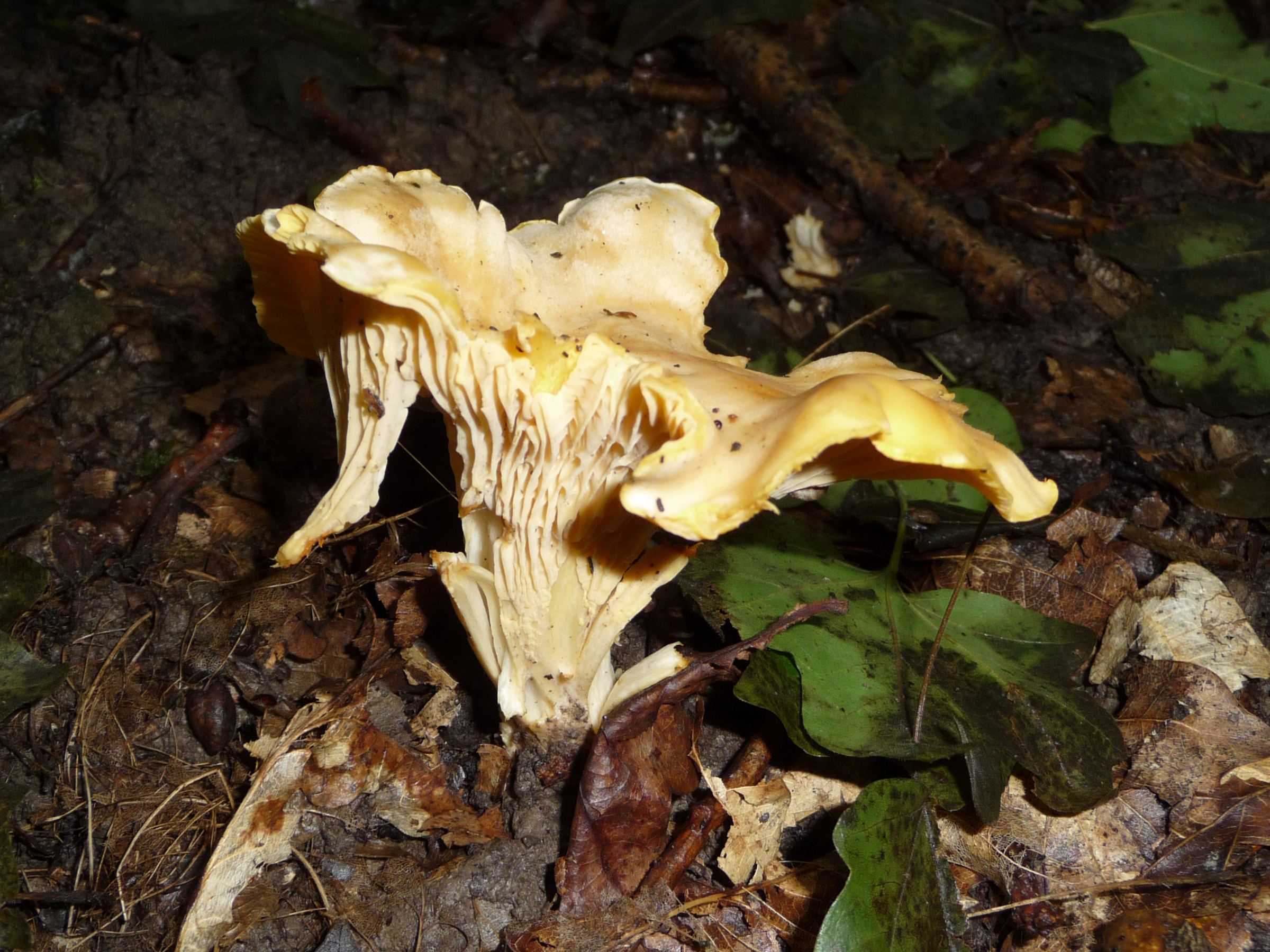
C. cibarius bătrân
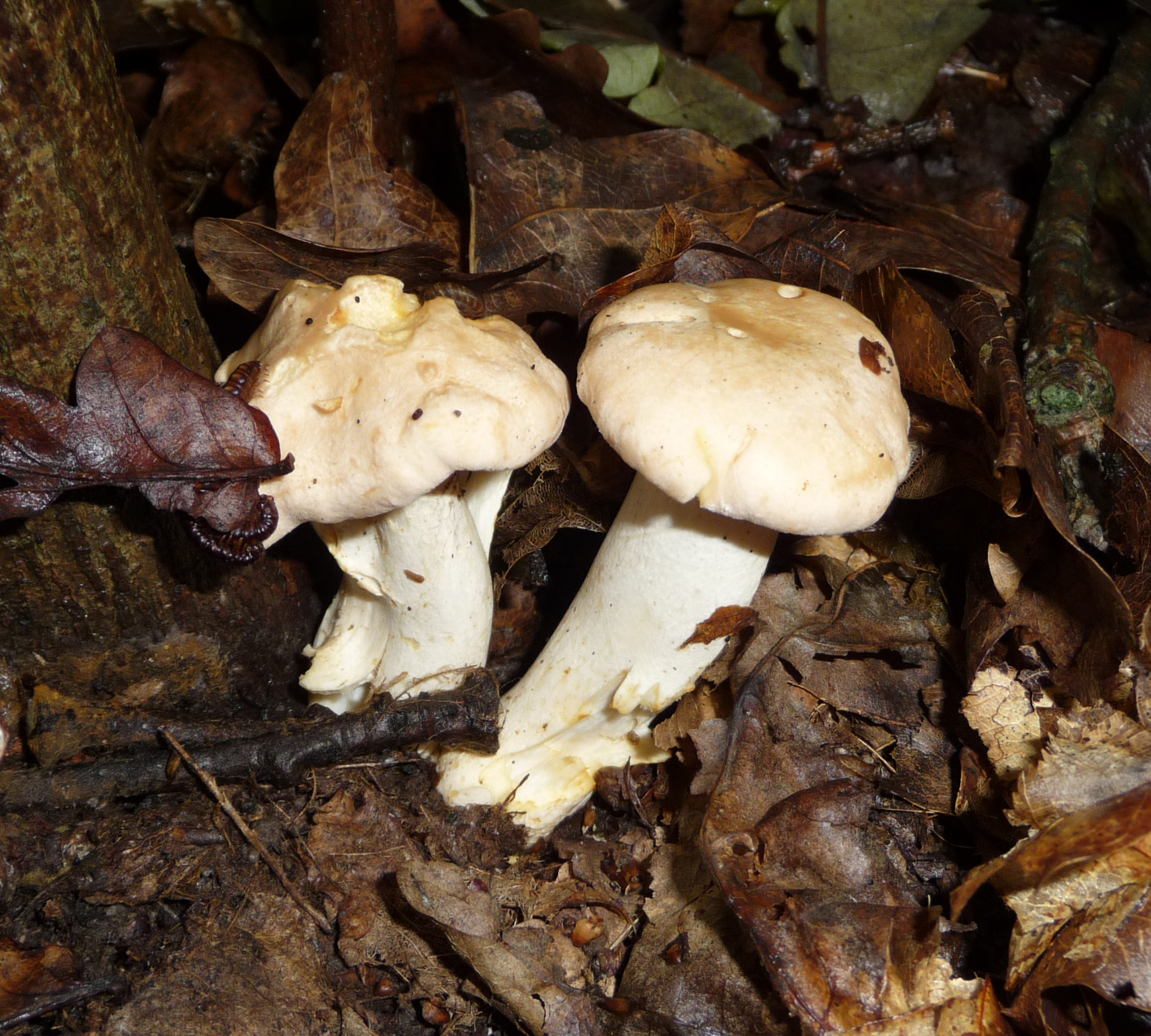
C. cibarius, var. albuie
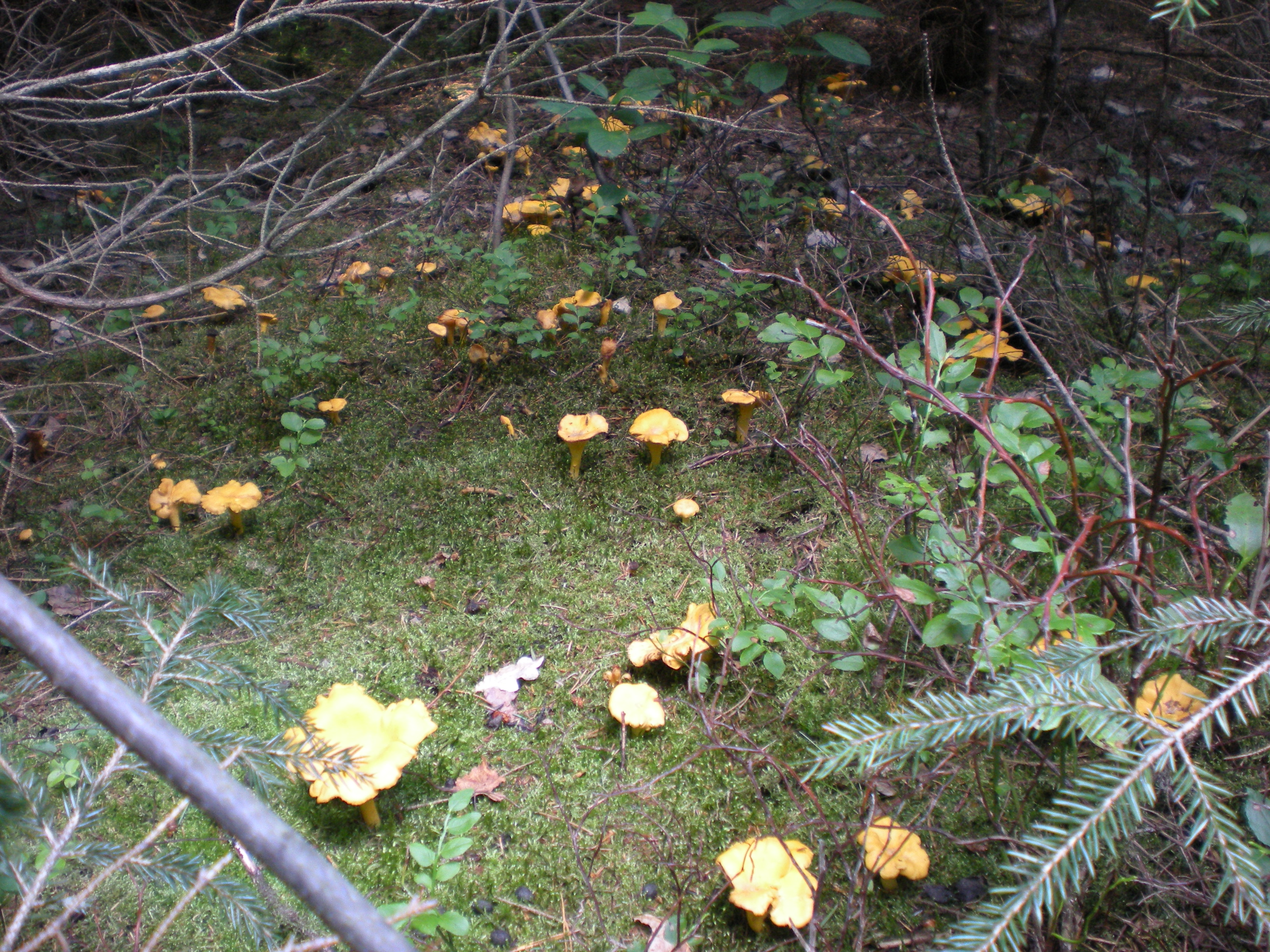
C. cibarius, grup
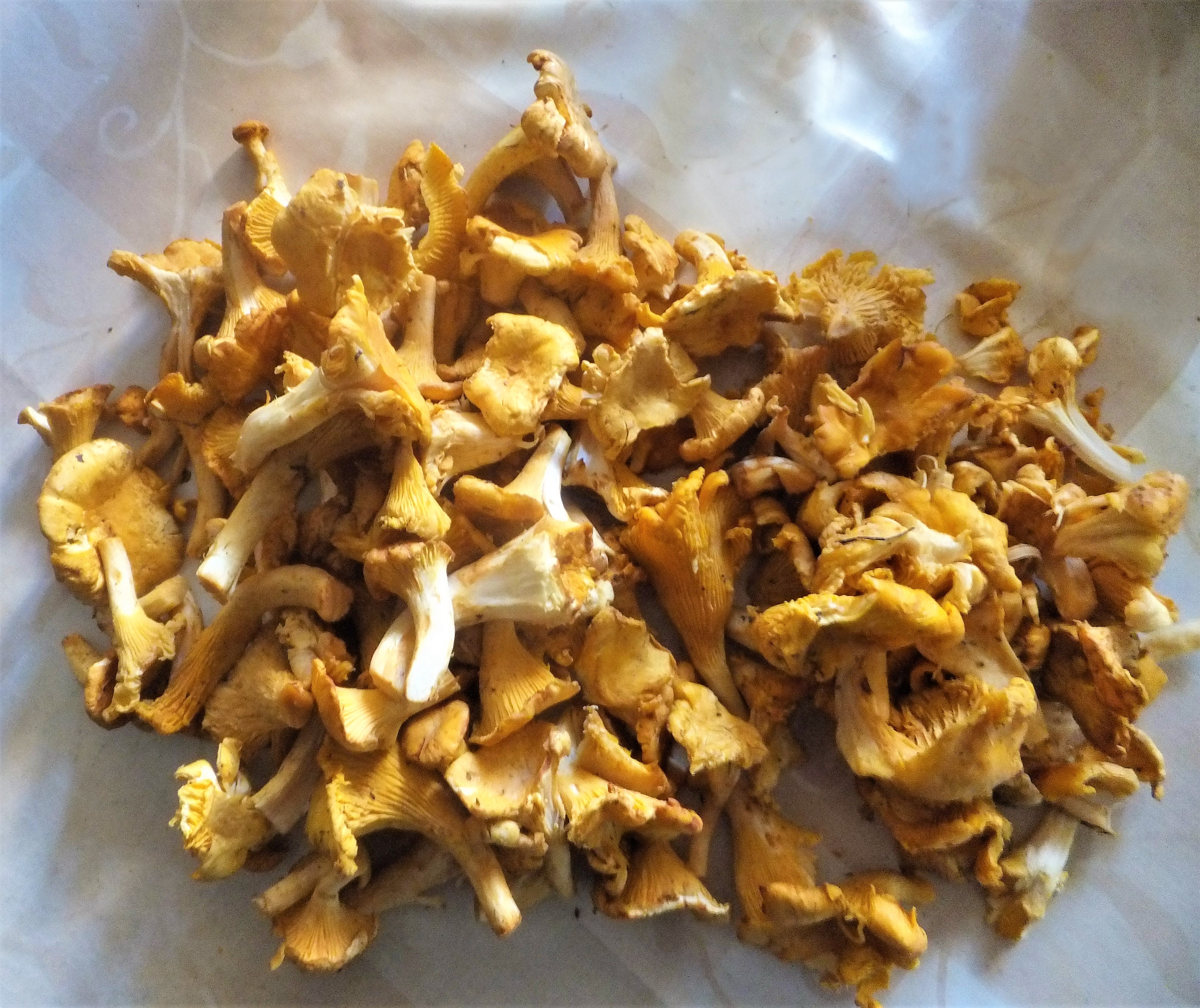
Gălbiori târzii de octombrie

## Confuzii
Buretele galben poate fi confundat în primul rând cu specii de același gen, respectiv foarte aproape înrudite, ca de exemplu cu Cantharellus amethysteus, Cantharellus ferruginascens, Cantharellus friesii (gemenul său mai mic), Cantharellus ianthinoxanthus, Cantharellus melanoxeros sin.Craterellus melanoxeros (foarte gustos), Cantharellus pallens, Cantharellus subalbidus, sau Craterellus tubaeformis precum cu Hygrocybe aurantiosplendens,, Hygrocybe cantharellus (comestibilă), Hygrocybe chlorophana, Hygrocybe quieta, Hygrophoropsis aurantiaca, dar și cu otrăvitorul Omphalotus olearius. Posibilă este și confuzia cu Hydnum repandum sau Hydnum rufescens, al căror himenofor constă din aculei.

## Specii asemănătoare în imagini

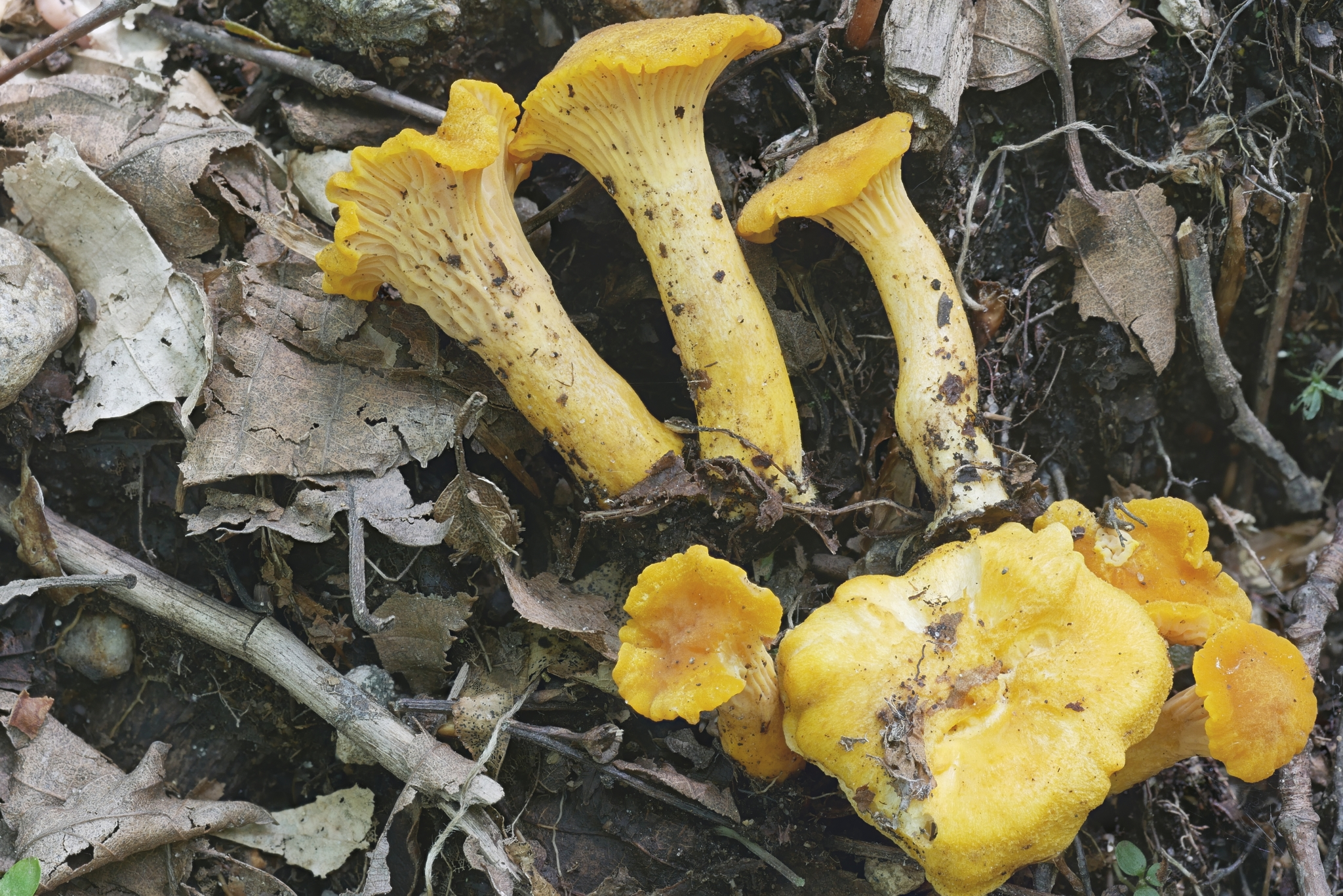
Cantharellus amethysteus
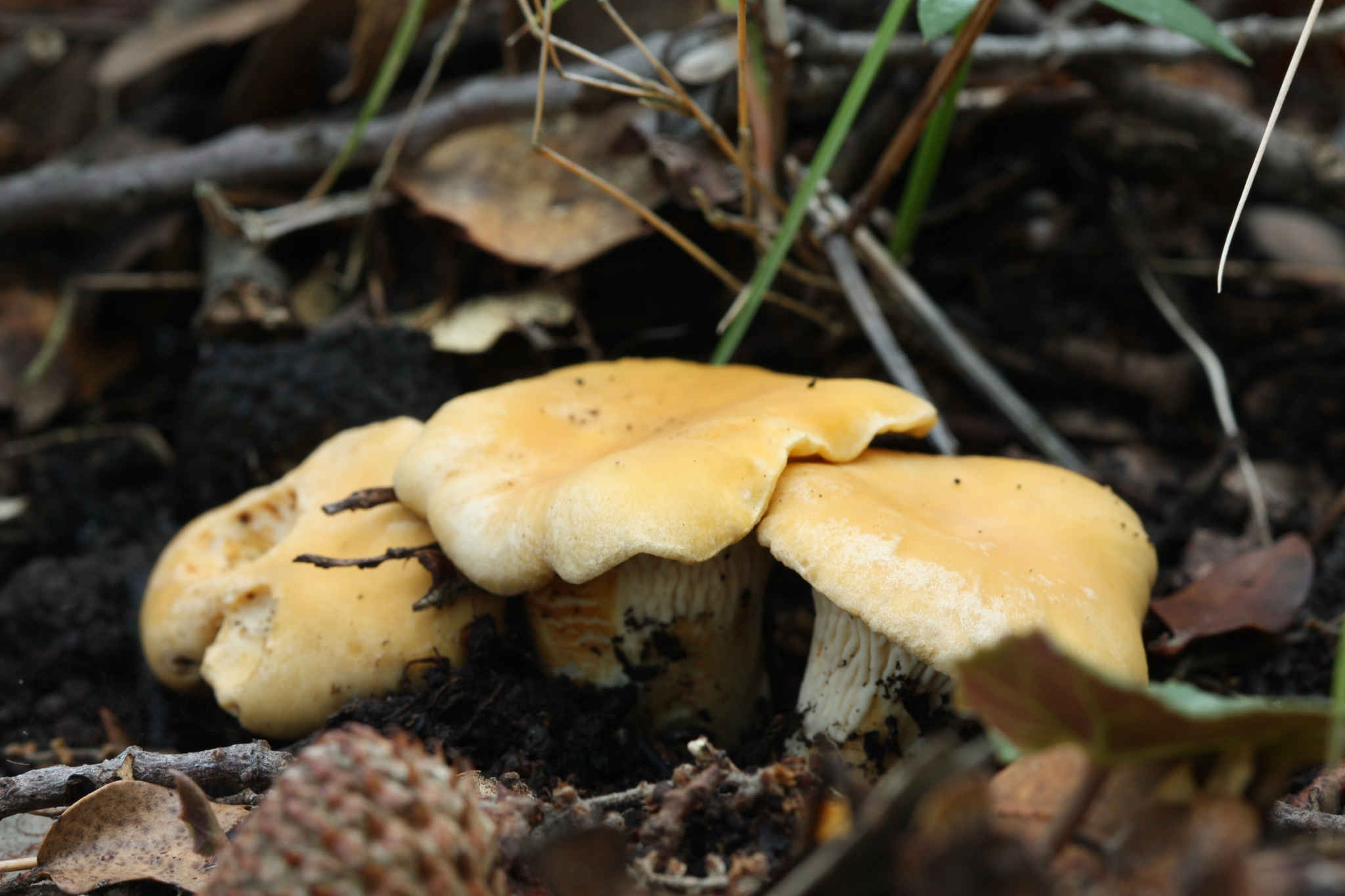
Cantharellus ferruginascens
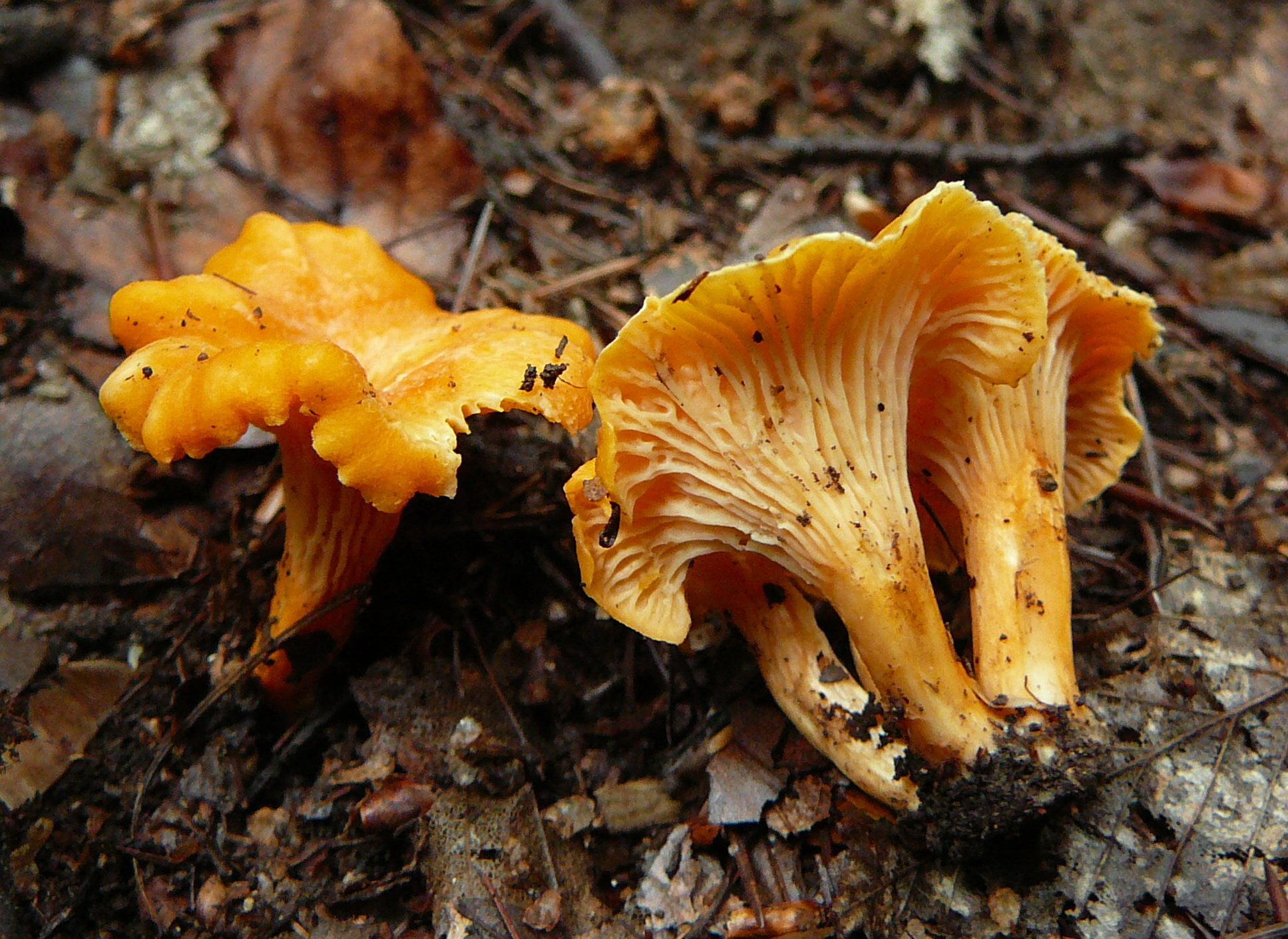
Cantharellus friesii
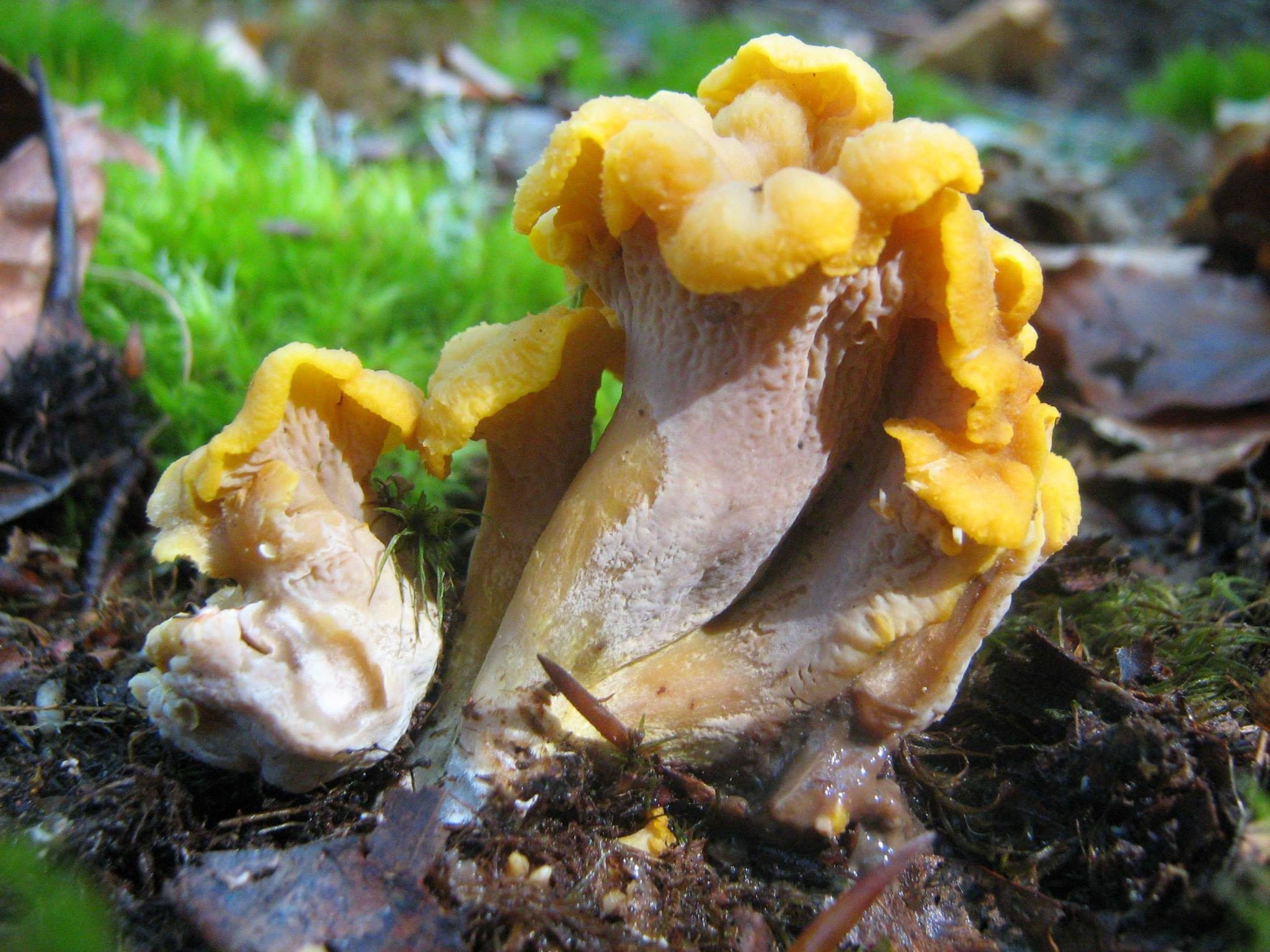
Cantharellus ianthinoxanthus
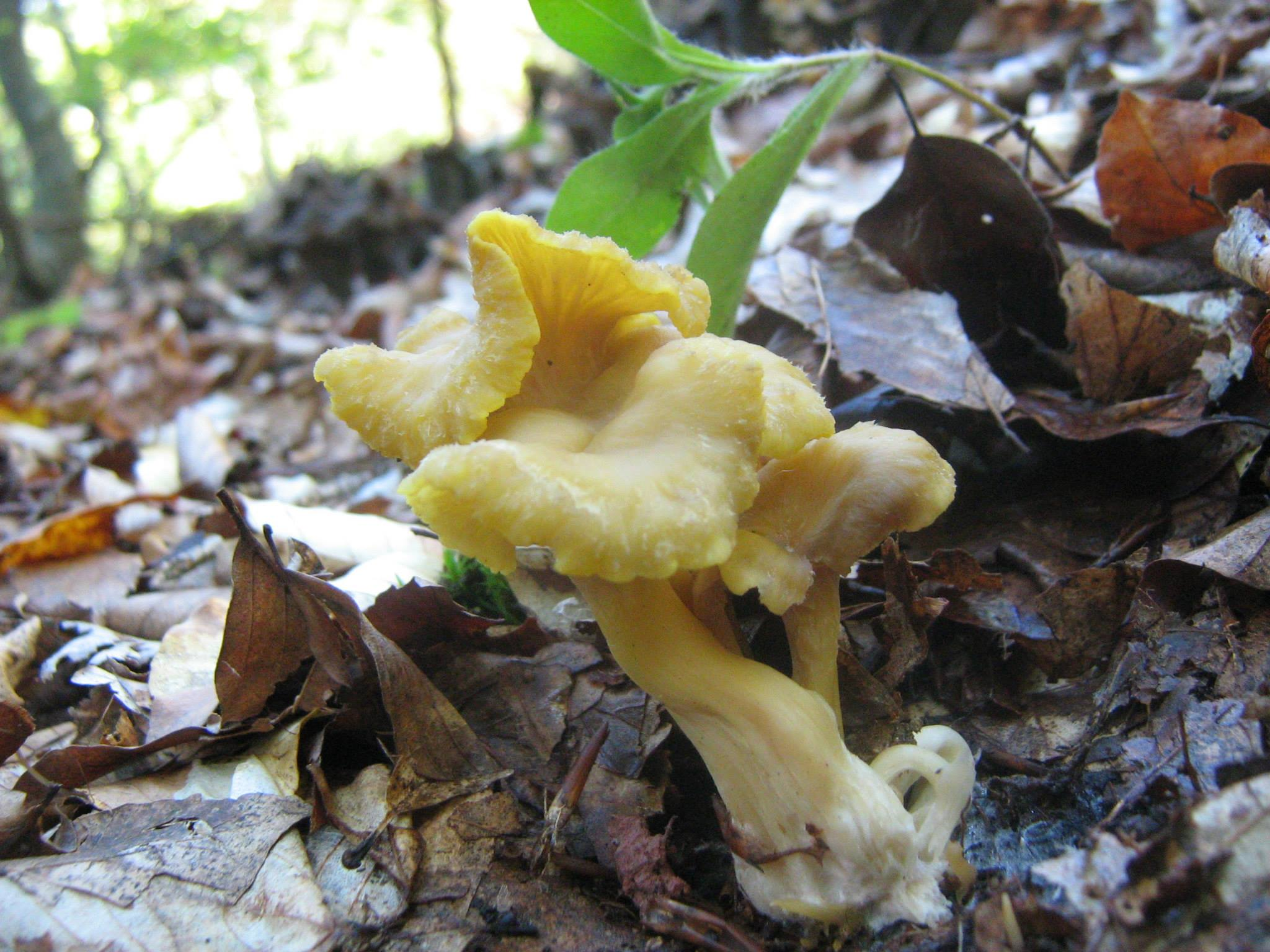
Cantharellus melanoxeros
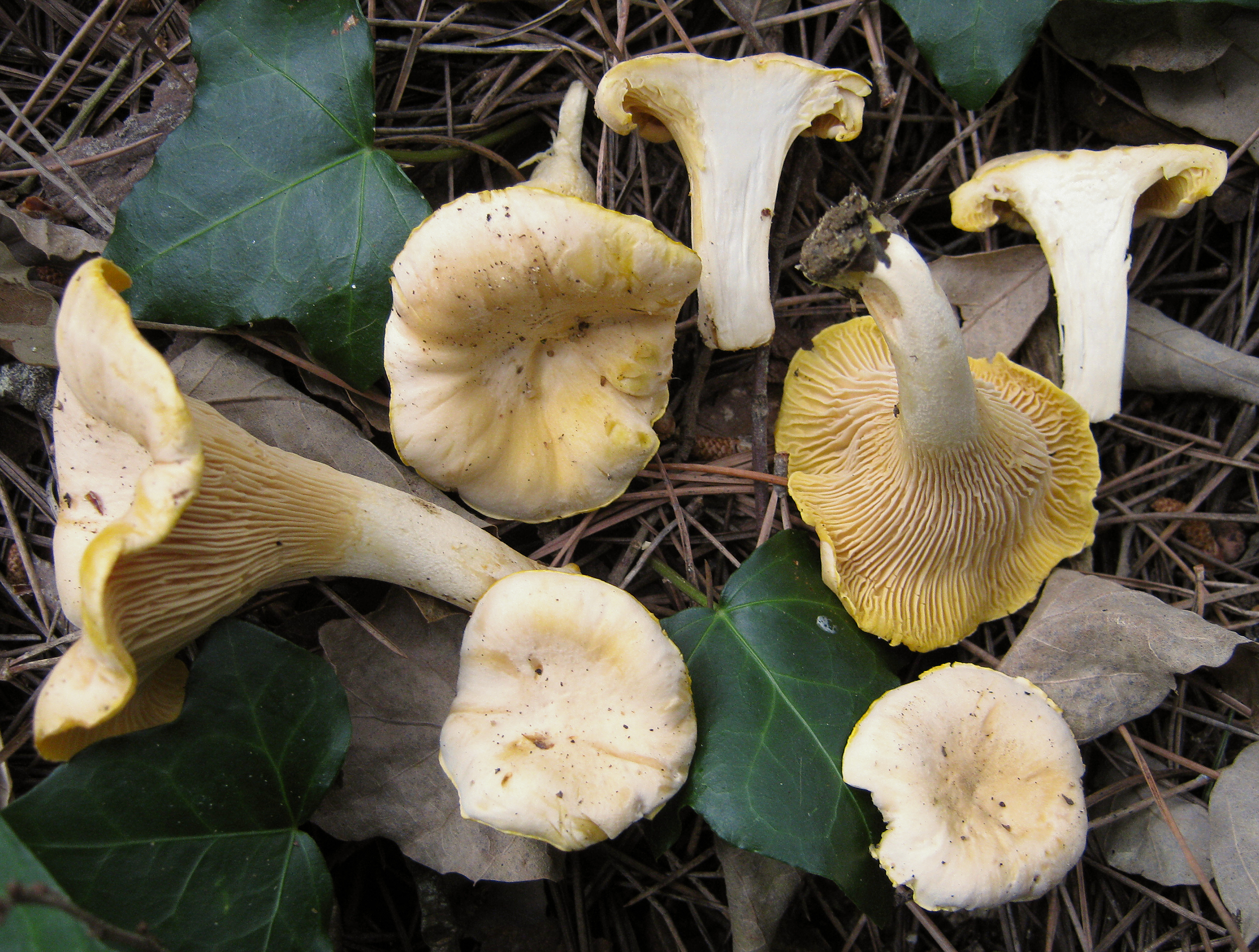
Cantharellus pallens

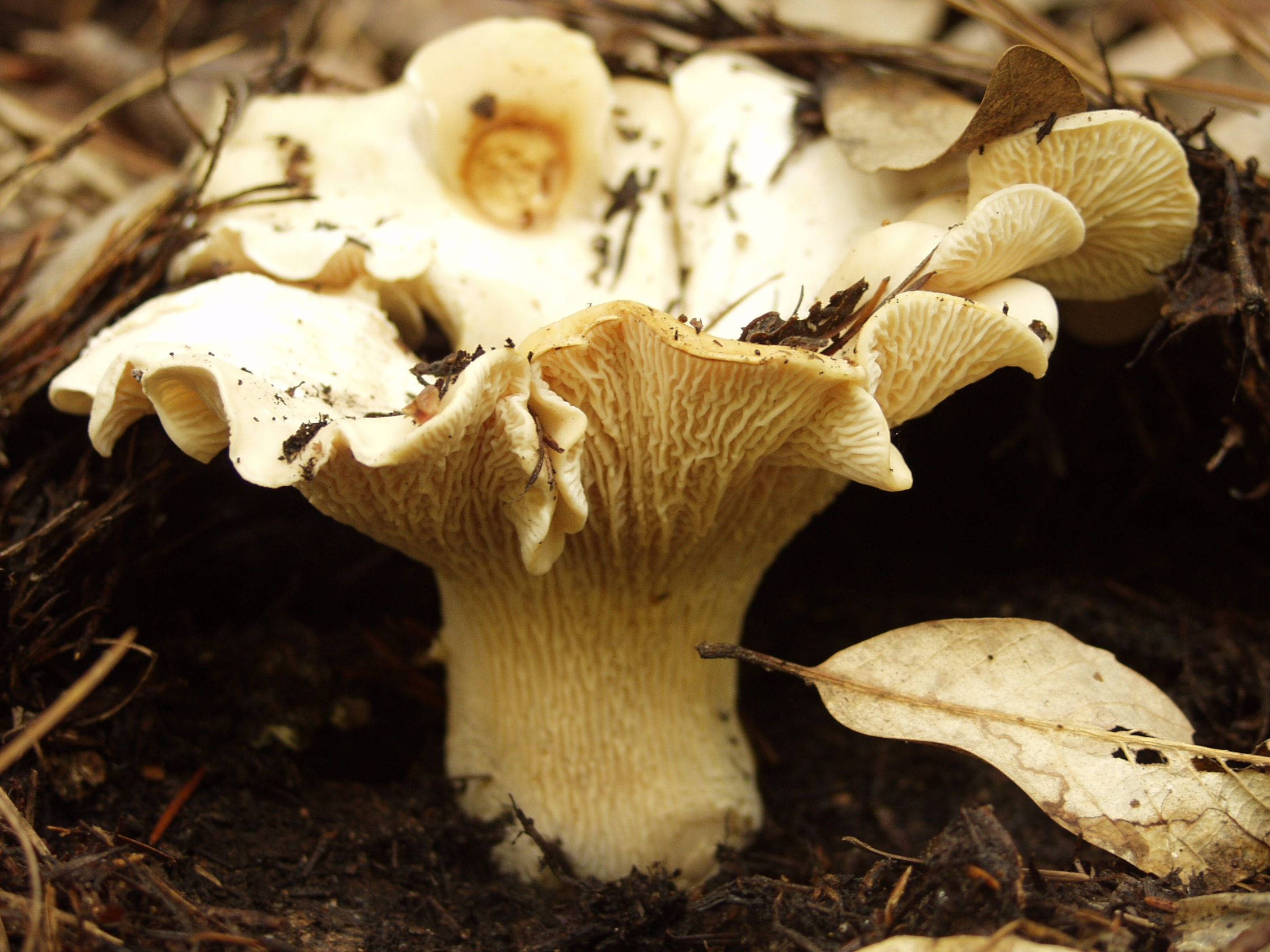
Cantharellus subalbidus
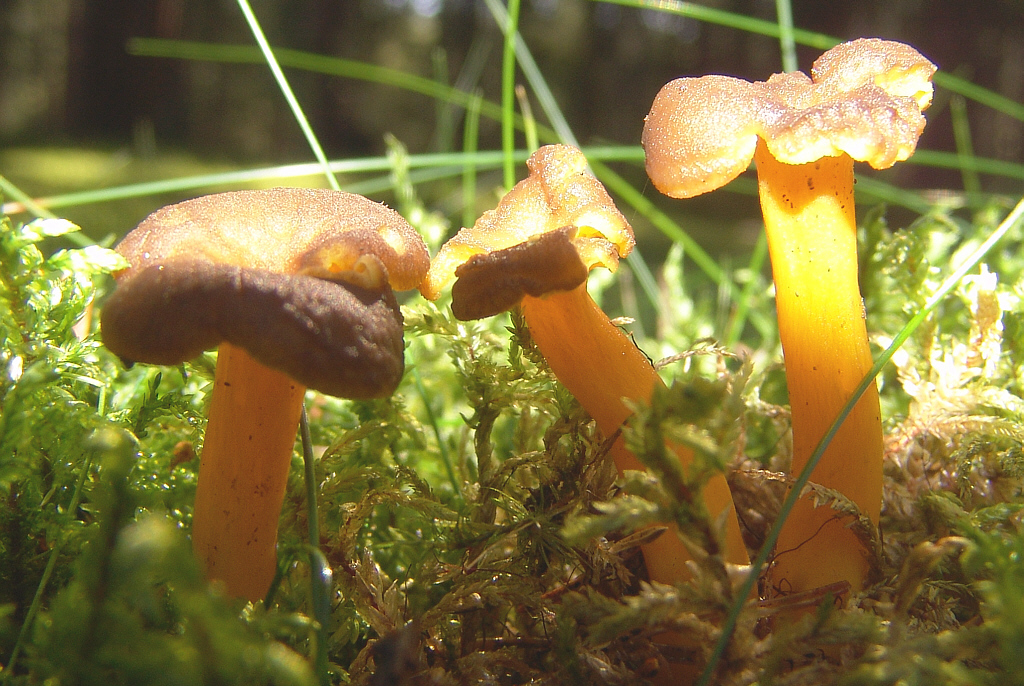
Craterellus tubaeformis
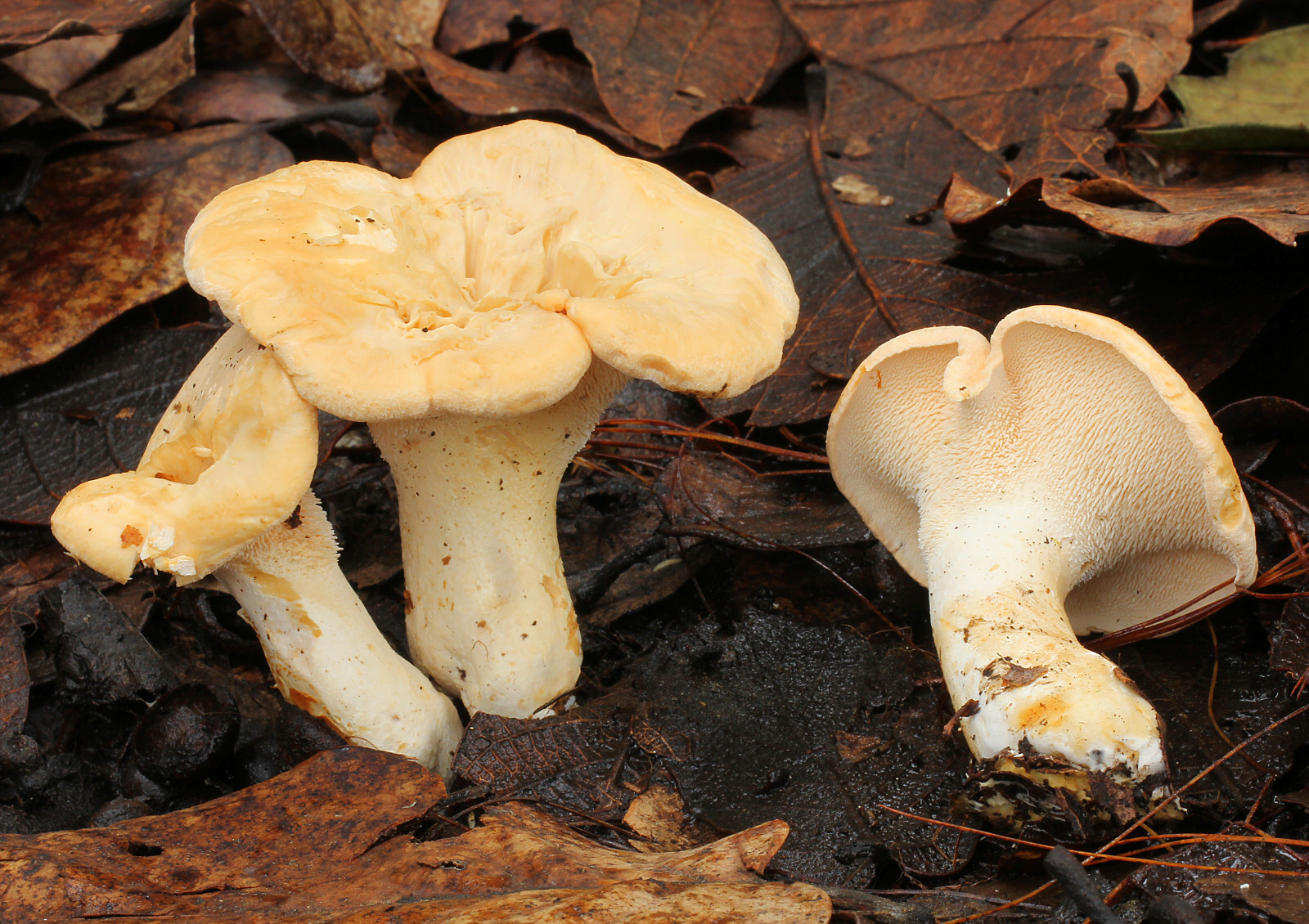
Hydnum repandum
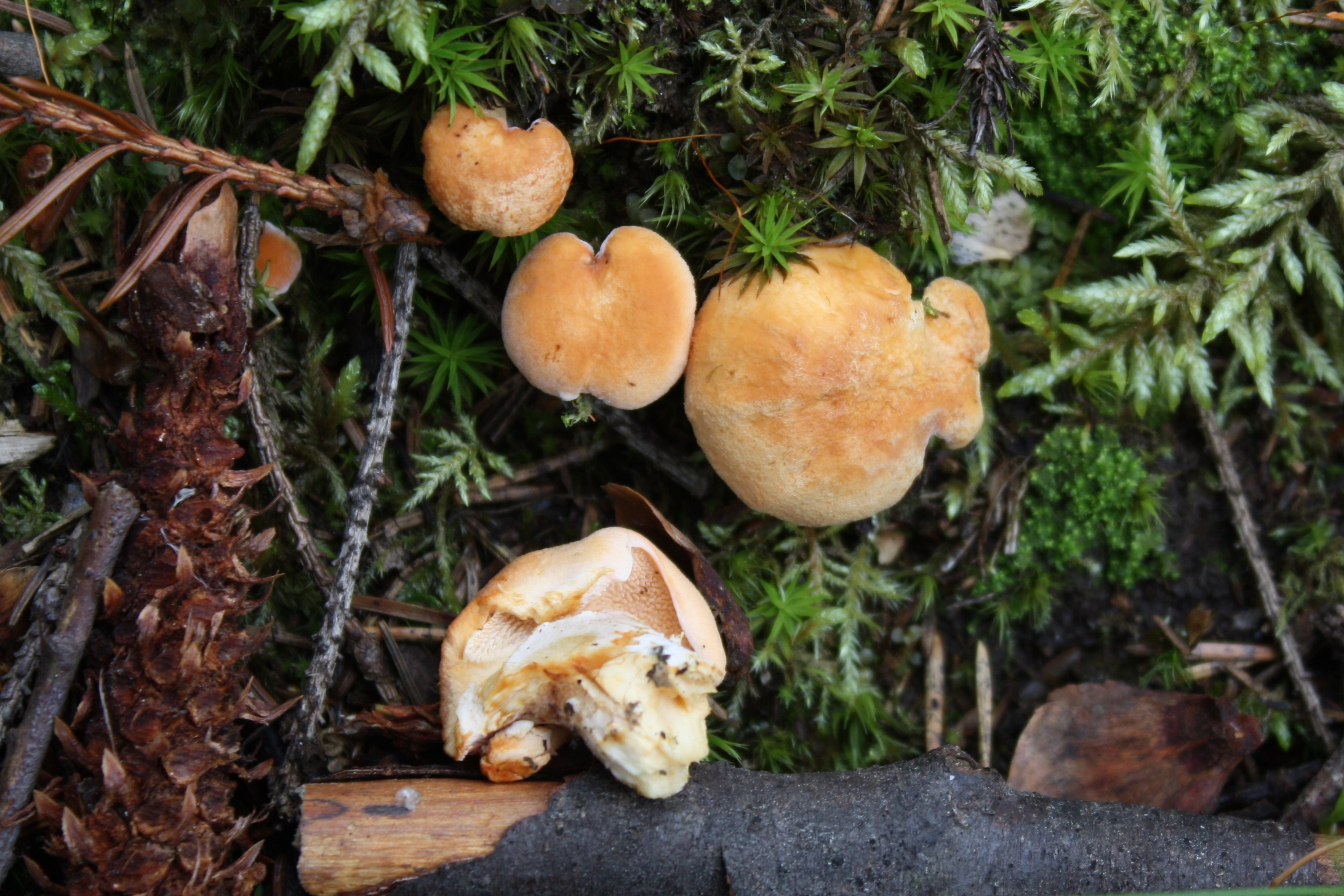
Hydnum rufescens
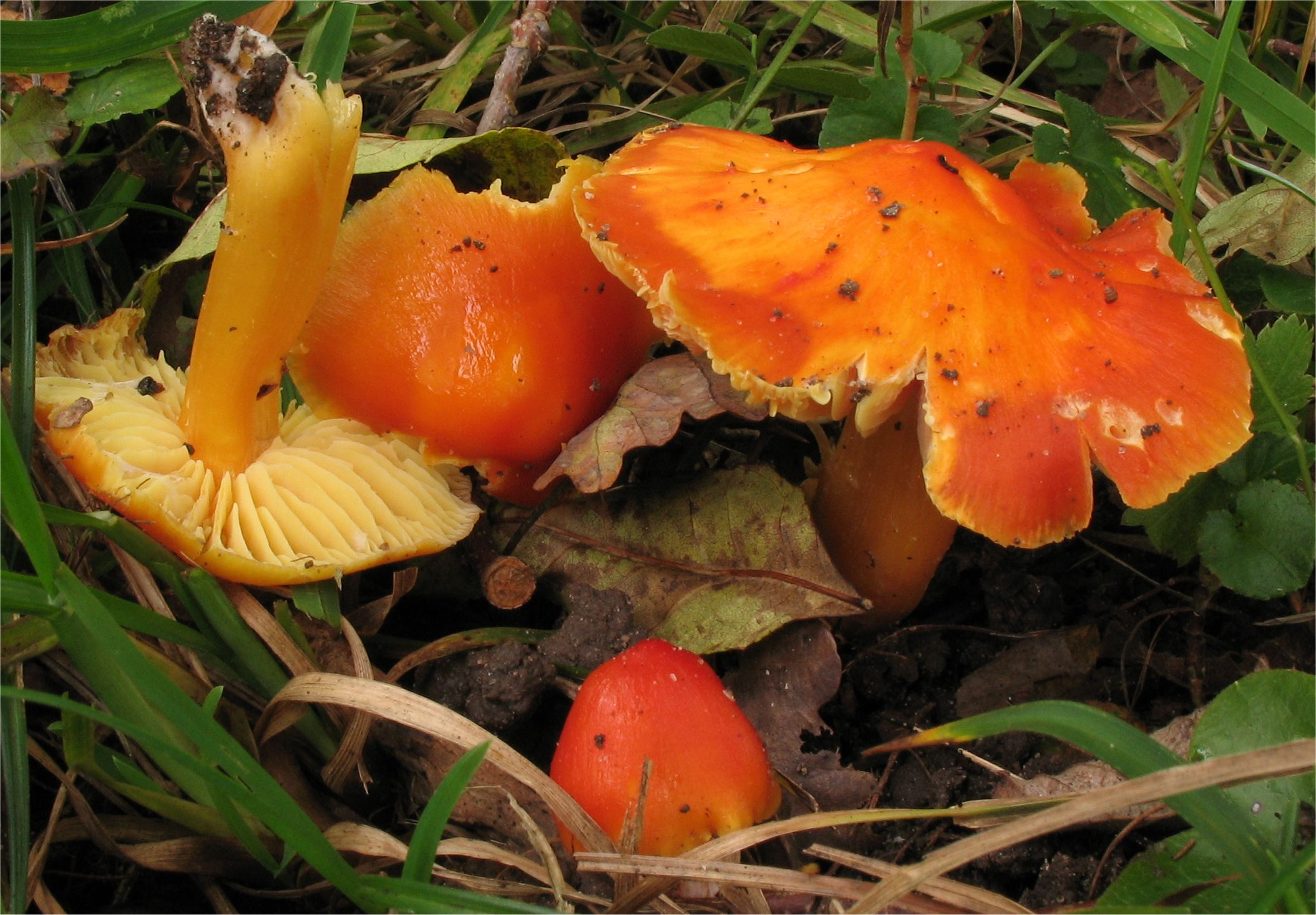
Hygrocybe aurantiosplendens

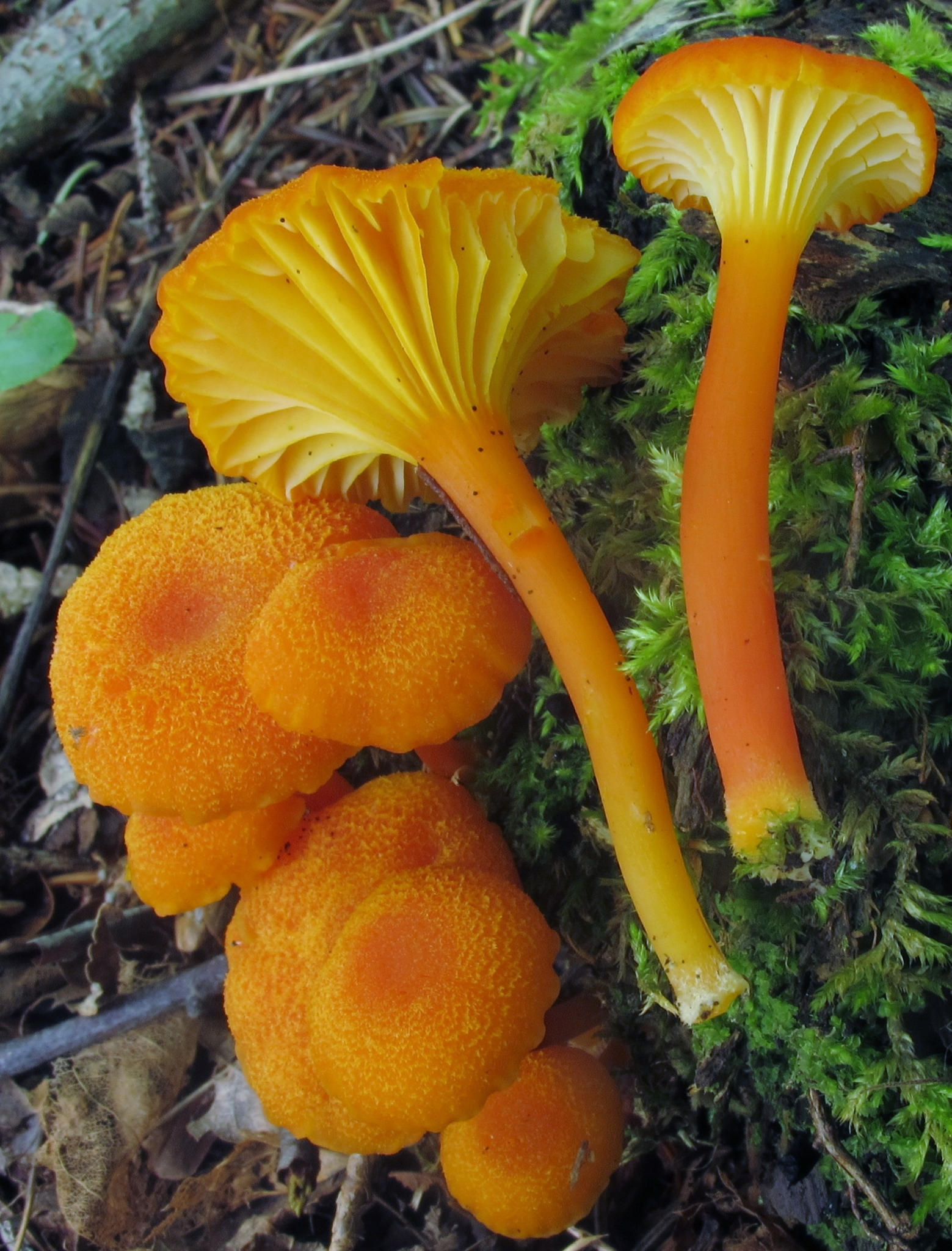
Hygrocybe cantharellus
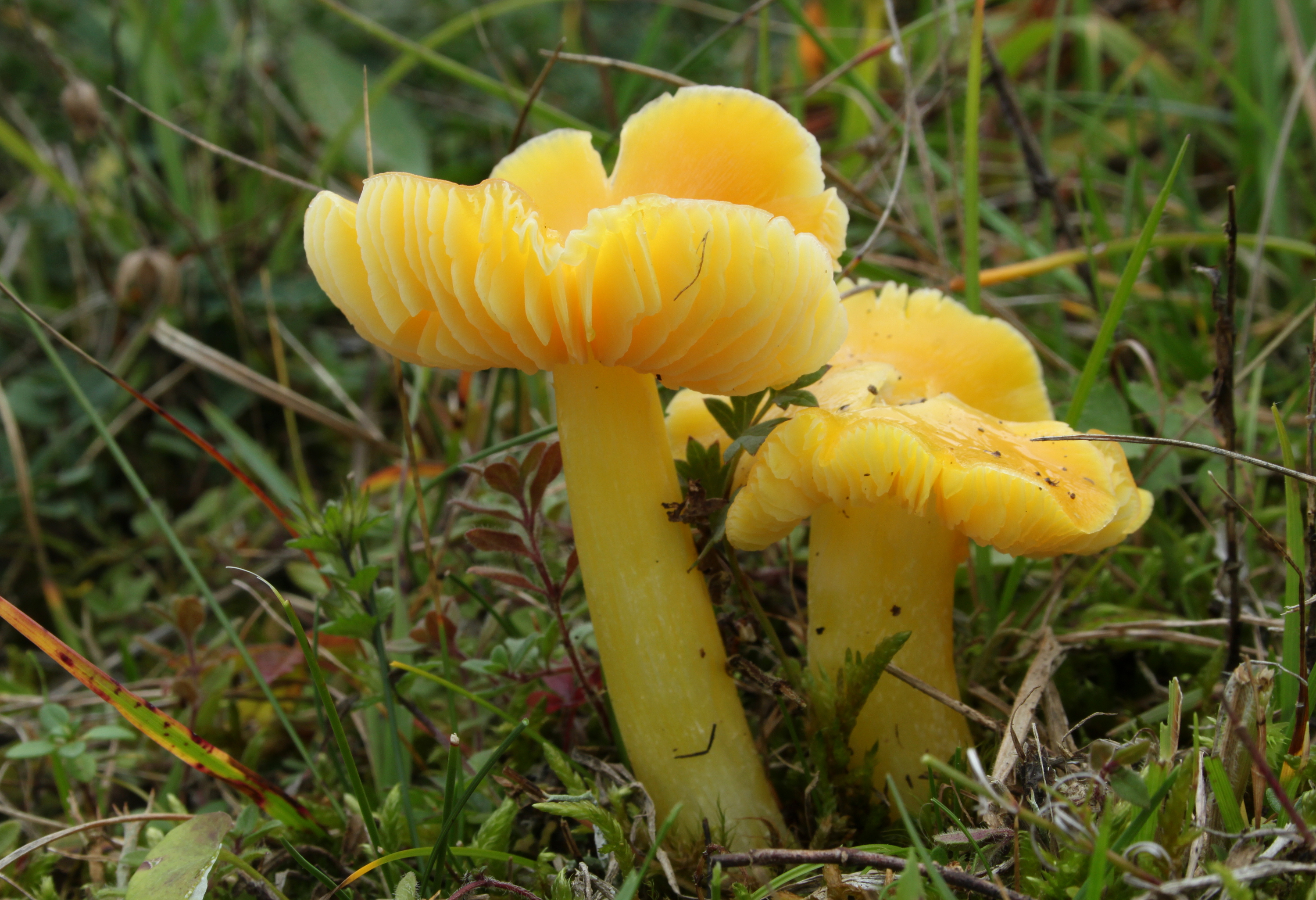
Hygrocybe chlorophana
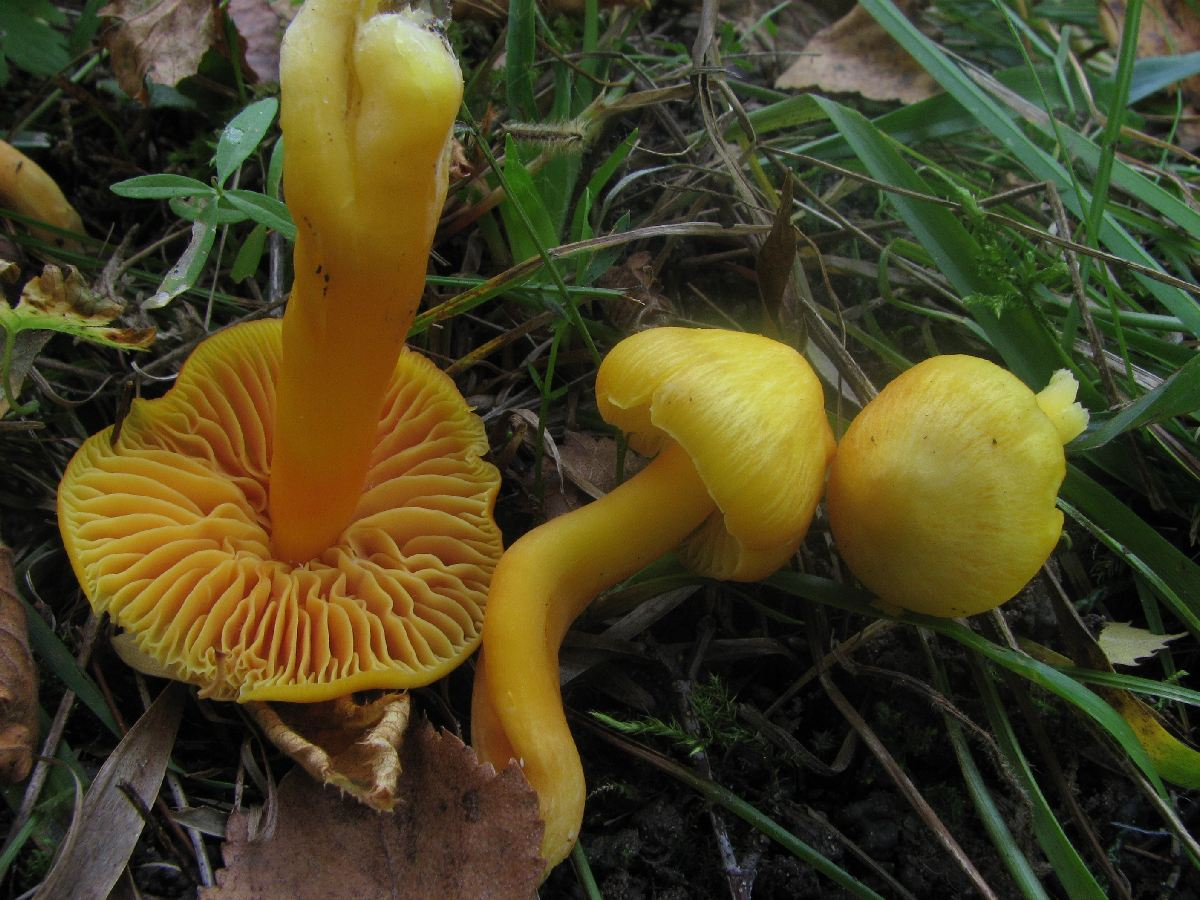
Hygrocybe quieta
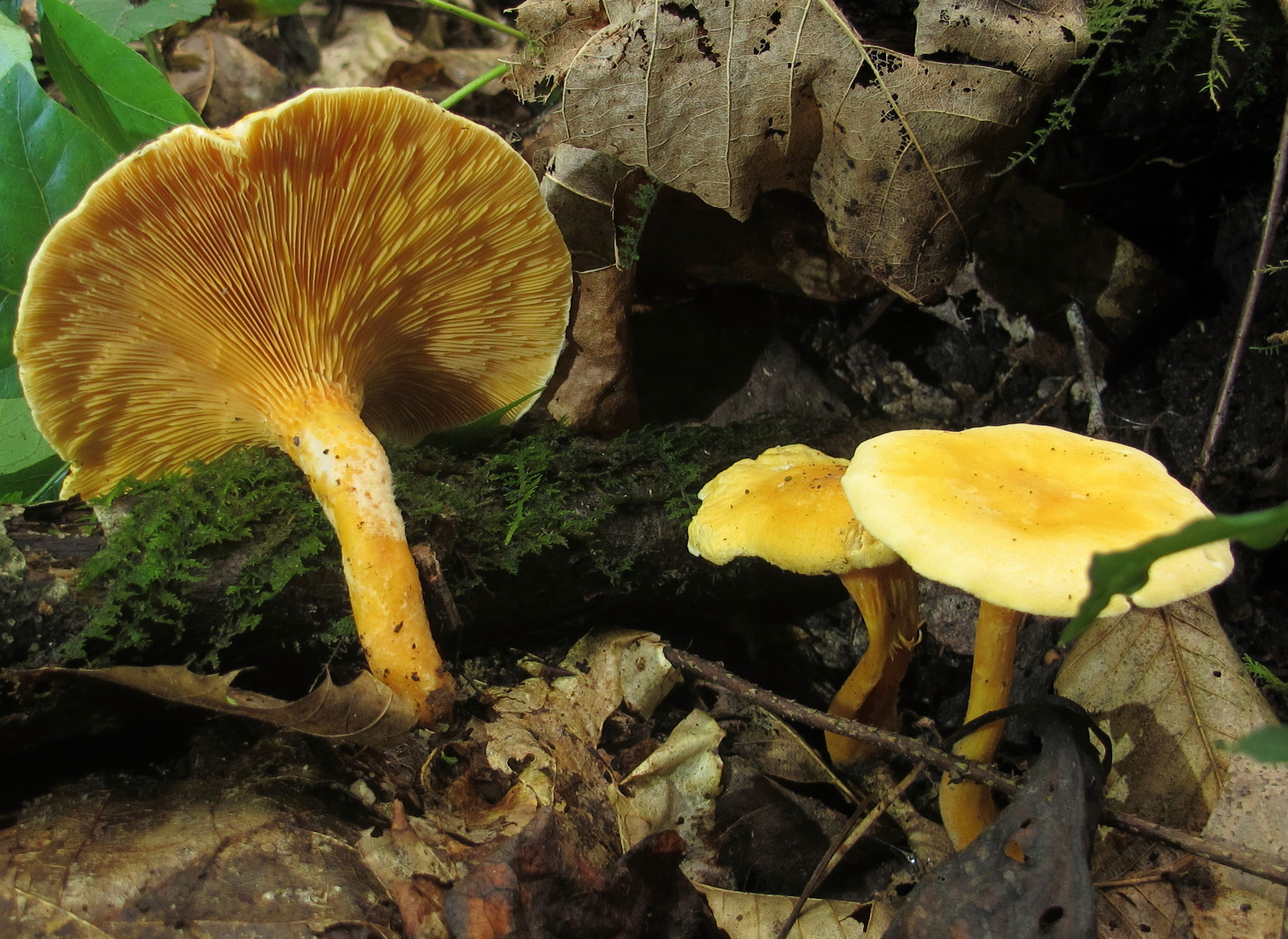
Hygrophoropsis aurantiaca
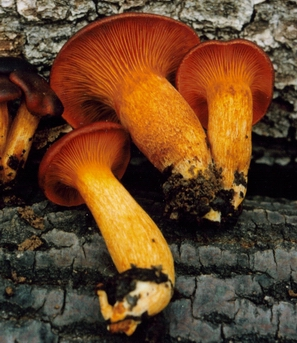
!! Omphalotus olearius!!

## Valorificare

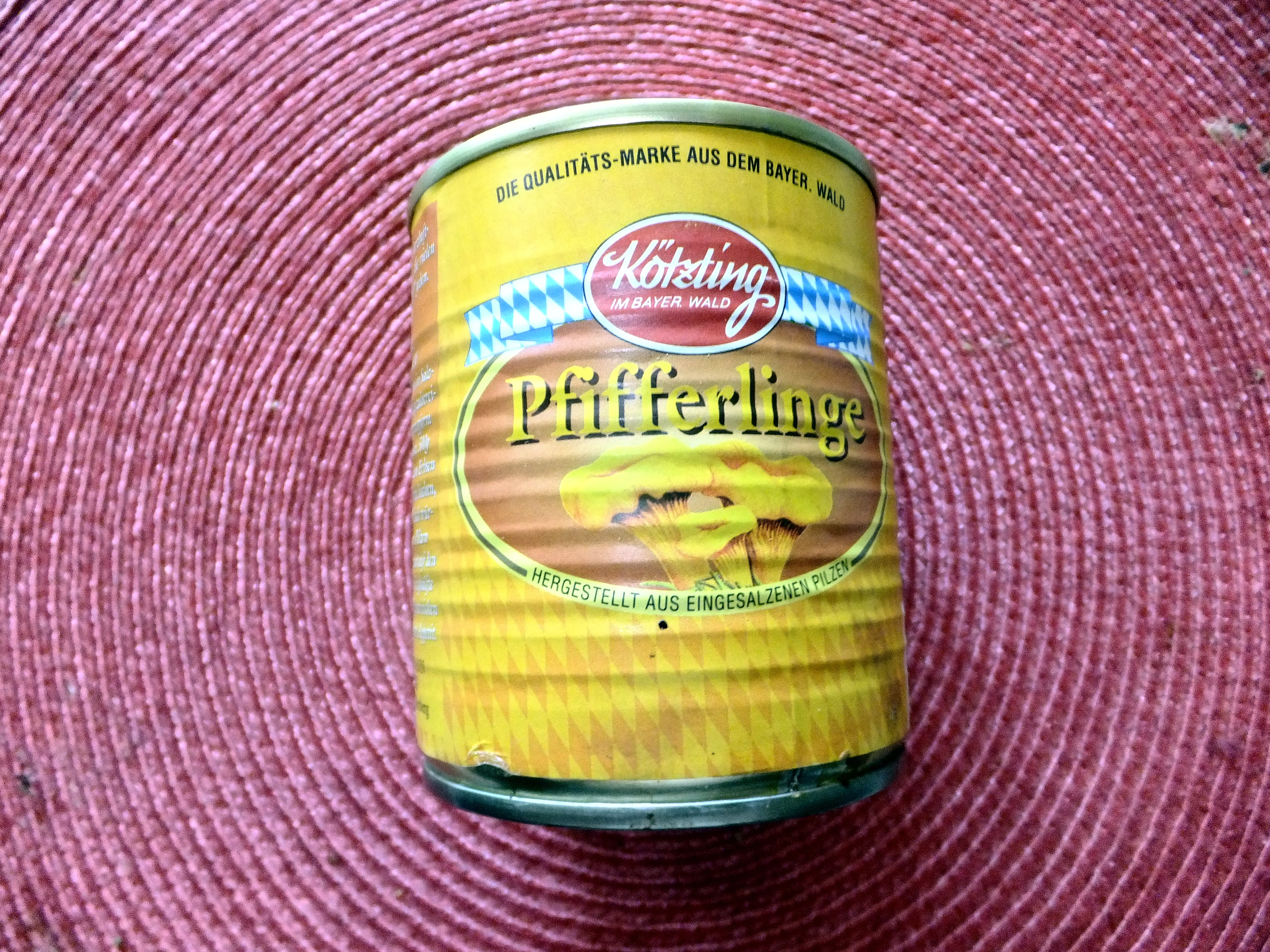
Conservă

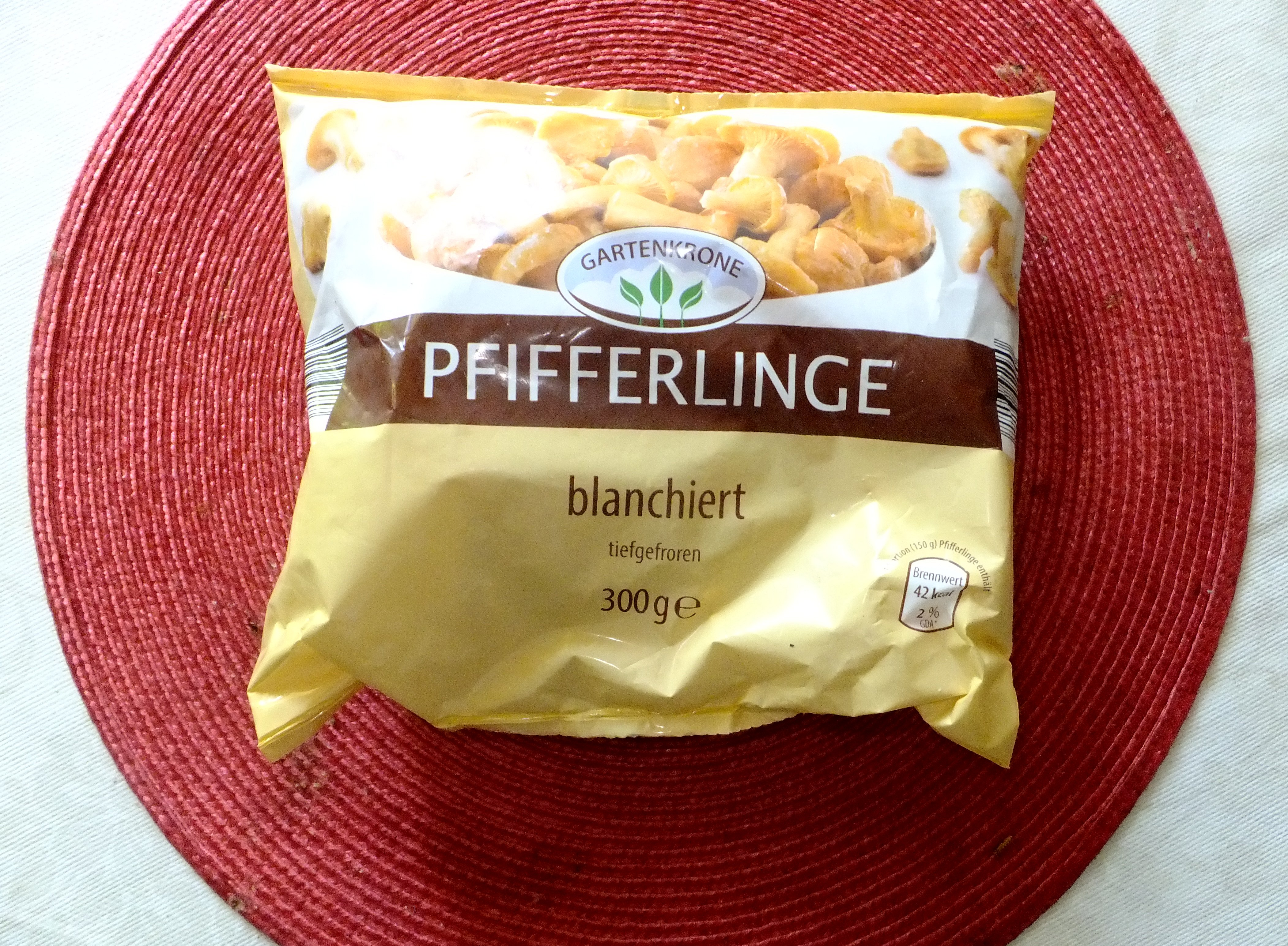
Gălbenele congelate

### Comerț
În România se culeg mari cantități, mai ales pentru exportul în Germania și Austria. De acea, recoltele sunt din an în an ceva mai mici.
Din toată Europa de est vin de fiecare an numai câteva lăzi cu marfă contaminată din pricina Accidentului nuclear de la Cernobîl care trebuie să fie distruse. În general, nu există nici un fel de pericol pentru productele din România. S-a dovedit, că ciupercile românești dețin de exemplu mult mai puțini poluanți, și din cei radioactivi, în comparație cu cele austriece.
Gălbenelele nu se vând numai proaspete, ci și uscate, congelate sau ca conserve.

### Comestabilitate

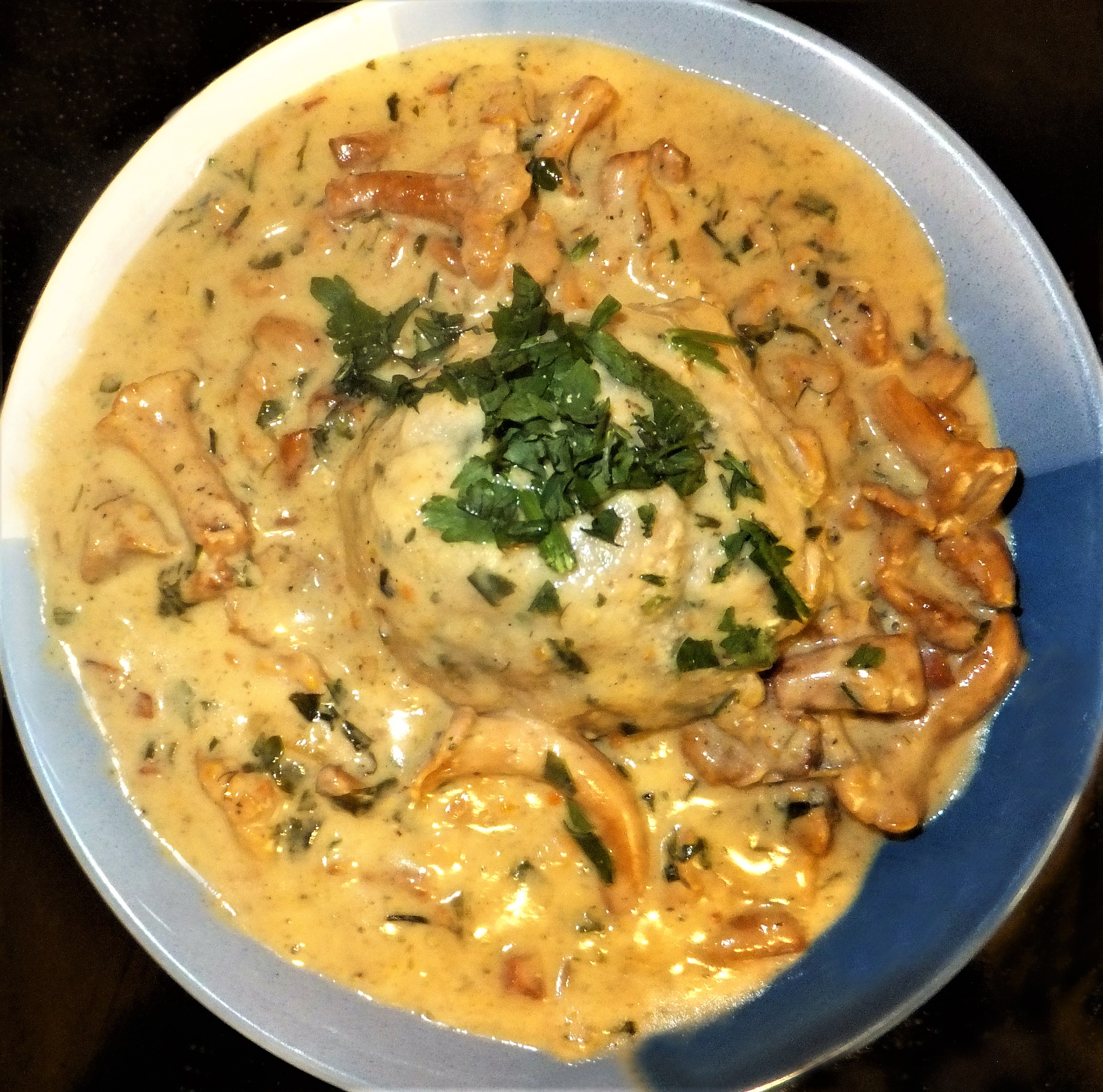
Gălbiori cu găluște de chifle

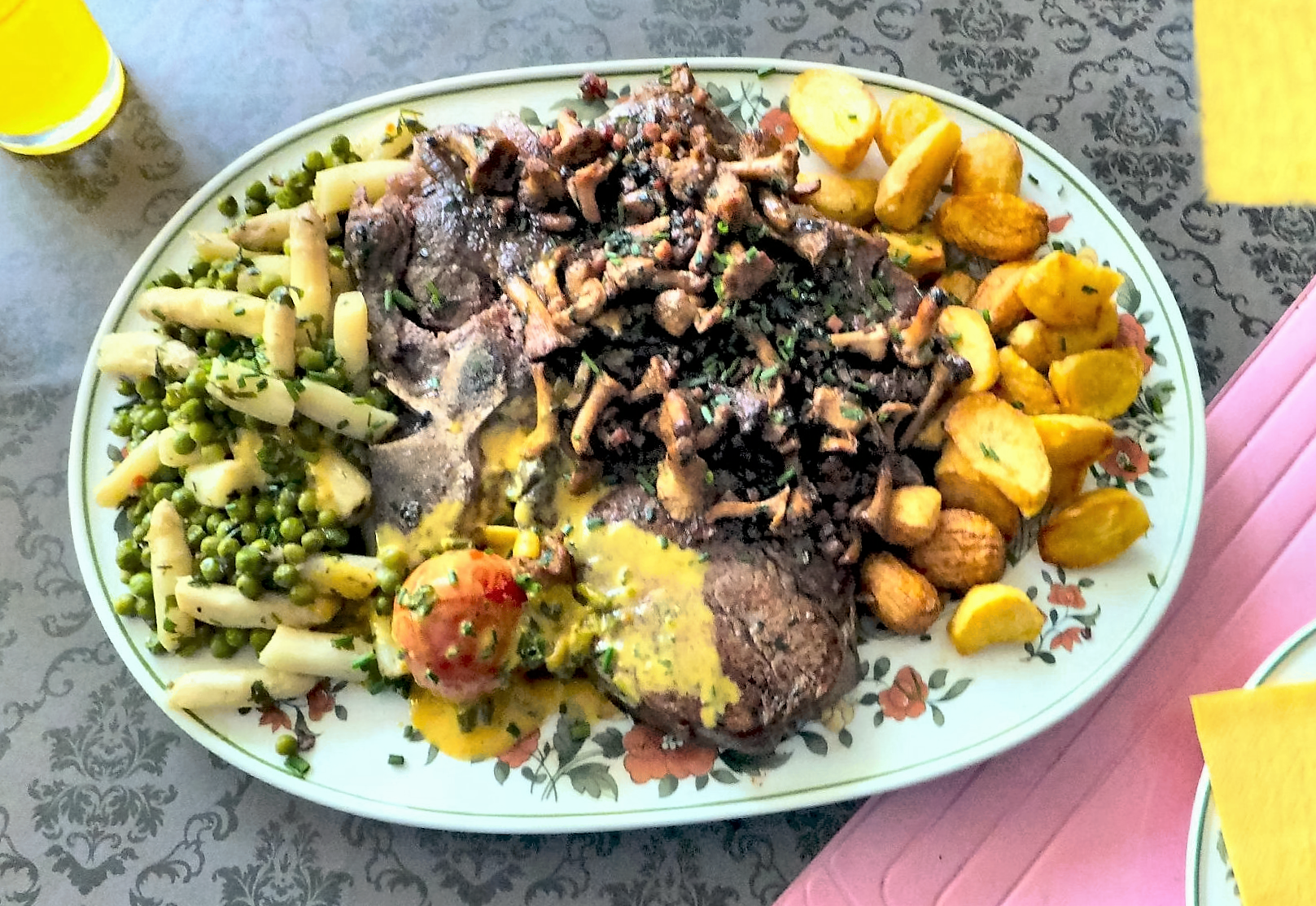
T-Bone-Steak cu gălbiori

Cantharellus cibarius sau Cantharellus minor conține antioxidanți de tip β-caroten precum keto-carotenoida canthaxanthină ca de exemplu și Cantharellus cinnabarinus și Cantharellus friesii. Buretele galben posedă în mod signifiant vitamina D.
Se aude din când în când, că gălbioarele ar provoca simptomele de natură gastrointestinală care ar include greață și chiar vărsături. Dar buretele nu este toxic. Asta se poate întâmpla doar printr-un consum exagerat prin persoane cu probleme intestinale, pentru că ciuperca se digeră greu.
Bureții proaspeți pot fi pregătiți ca ciulama, de asemenea împreună cu alte ciuperci de pădure precum adăugați la fiecare sos de carne sau la tăieței și macaroane. Foarte gustoși sunt preparați ca Duxelles (un fel de zacuscă). În plus, ei pot fi opăriți și congelați. Rezultatul uscării nu este bun, pentru că rămân și după ce au fost înmuiați duri și gumoși precum și adesea ori amărui.